# キリンMCダノンウォーターズ
キリンエムシーダノンウォーターズ株式会社は、日本で飲料水ビジネスを展開する企業である。ボルヴィック（Volvic）ブランドのミネラルウォーターの日本における販売と、キリンビバレッジの飲料水ビジネスの強化を目的として、フランスのジェルペダノン社（ダノン）と、三菱グループであるキリンビバレッジおよび三菱商事との合弁により設立された。2013年、キリンビバレッジが三菱とダノンが所有する当会社の株式を取得し完全子会社化され合弁事業は解消された。

## 商品

### ボルヴィック（Volvic）
ナチュラルミネラルウォーター。硬度60度、pH7.0の中性水。キリンMCダノンウォーターズでは、フランスからの輸入とマーケティングを担当。販売はキリンビバレッジ。ヤクルト本社とキリングループの業務提携により、ヤクルトの自販機でも販売していた。

### アルカリイオンの水
日本国内の天然水から取水した水を電気分解し、アルカリ性化させたミネラルウォーター。ラベル上部にはキリンとダノンのロゴが左右に並ぶ。現在は500ミリリットルタイプのみ販売しており、群馬県みなかみ町で採水している。2リットルタイプは静岡県御殿場市（富士山の伏流、キリンディスティラリー御殿場蒸溜所で生産）および石川県白山市（白山の伏流水）で採水していたが、2022年9月30日をもって販売を終了した。
天然水から生まれた水を電気分解することにより、直接の飲用だけでなく、料理に良い水としても訴求している。素材の旨みを引き出す抽出力と素材に味が染み込む浸透力を売りとしていて、昆布だしの出やすさや、ご飯を炊いた時のお米に含む水分量の多さが水道水に比べて優れていることが証明されている。

## ペコロジーボトル
御殿場工場（キリンディスティラリー）では、ダノンの技術により、「ペコロジーボトル」と呼称されるボルヴィック同様につぶし易く、2Lボトルで42gと従来比2/3に軽量化され、省資源、省エネルギーが図られたペットボトルが成形される。
2003年6月から「アルカリイオンの水」で使用を開始。その後、キリンビバレッジにも供給され、2005年3月から「生茶」や「アミノサプリ」の2Lペットボトルに導入、2008年4月には「午後の紅茶」1.5Lペットボトルにも導入された（後に「小岩井 純水果汁」にも導入される）。
2010年5月からキリンビールとの共同開発により、形状改良と42gから38gへと一層の軽量化を図った2代目にあたる「NEWペコロジーボトル」を、「アルカリイオンの水」と「生茶」の2Lボトル製品に先行導入。その後、他の製品にも波及され、キリンビバレッジが現在発売されている2Lペットボトルはすべて「NEWペコロジーボトル」となっている。
「アルカリイオンの水」の2Lペットボトルは同年11月に35gへ軽量化された改良型となり、2015年3月には2014年12月8日時点における国産最軽量となる28.9gに軽量化された（新ボトル採用品にはラベル右上に表示されている「軟水」が「つぶしやすい新ボトル」に替わる）。
「ペコロジー」は同社登録商標（日本第4753869号の1ほか全3件）で、キリンビバレッジも商標登録（第4753869号の2）している。

## テレビ番組
- 日経スペシャル ガイアの夜明け 水を売れ!名水大国ニッポン 〜急成長ビジネスの舞台裏〜（2003年8月19日、テレビ東京）[4]